# Christine Adams
Christine Adams, född 5 augusti 1974 i London, är en brittisk skådespelare.
Adams har bland annat medverkat i TV-serierna Terra Nova från 2011, Black Lightning (2018-2021) och Hijack från 2023. Hon har även medverkat i filmen På djupt vatten från 2005.

## Filmografi (i urval)
- 2005: På djupt vatten
- 2011: Terra Nova
- 2018-2021: Black Lightning
- 2023: Hijack
- 2024 – Miller's Girl
- 2025 – Malice (TV-serie)